# Gracillarioidea
Gracillarioidea är en överfamilj av fjärilar. Gracillarioidea ingår i ordningen fjärilar, klassen egentliga insekter, fylumet leddjur och riket djur. Enligt Catalogue of Life omfattar överfamiljen Gracillarioidea 2189 arter. 
Kladogram enligt Catalogue of Life:
| Gracillarioidea | \| \| kronmalar \| \| \| \| \| \| skäckmalar \| \| \| \| \| \| styltmalar \| \| \| \| \| \| bronsmalar \| \| \| \| |
|                 | \| \| kronmalar \| \| \| \| \| \| skäckmalar \| \| \| \| \| \| styltmalar \| \| \| \| \| \| bronsmalar \| \| \| \| |
|                 | kronmalar |
|                 | |
|                 | skäckmalar |
|                 | |
|                 | styltmalar |
|                 | |
|                 | bronsmalar |
|                 | |

## Bildgalleri

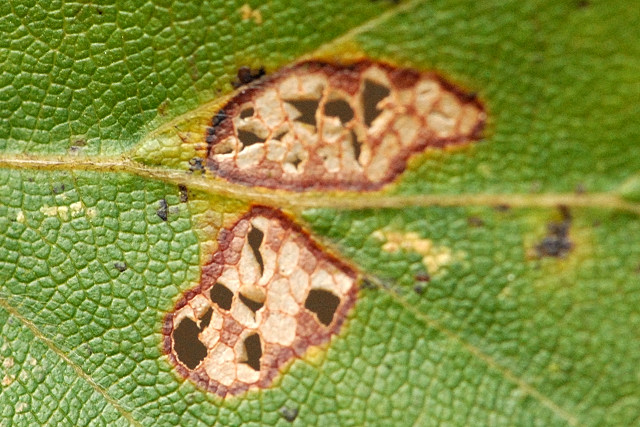